# Johann Nikolaus Forkel

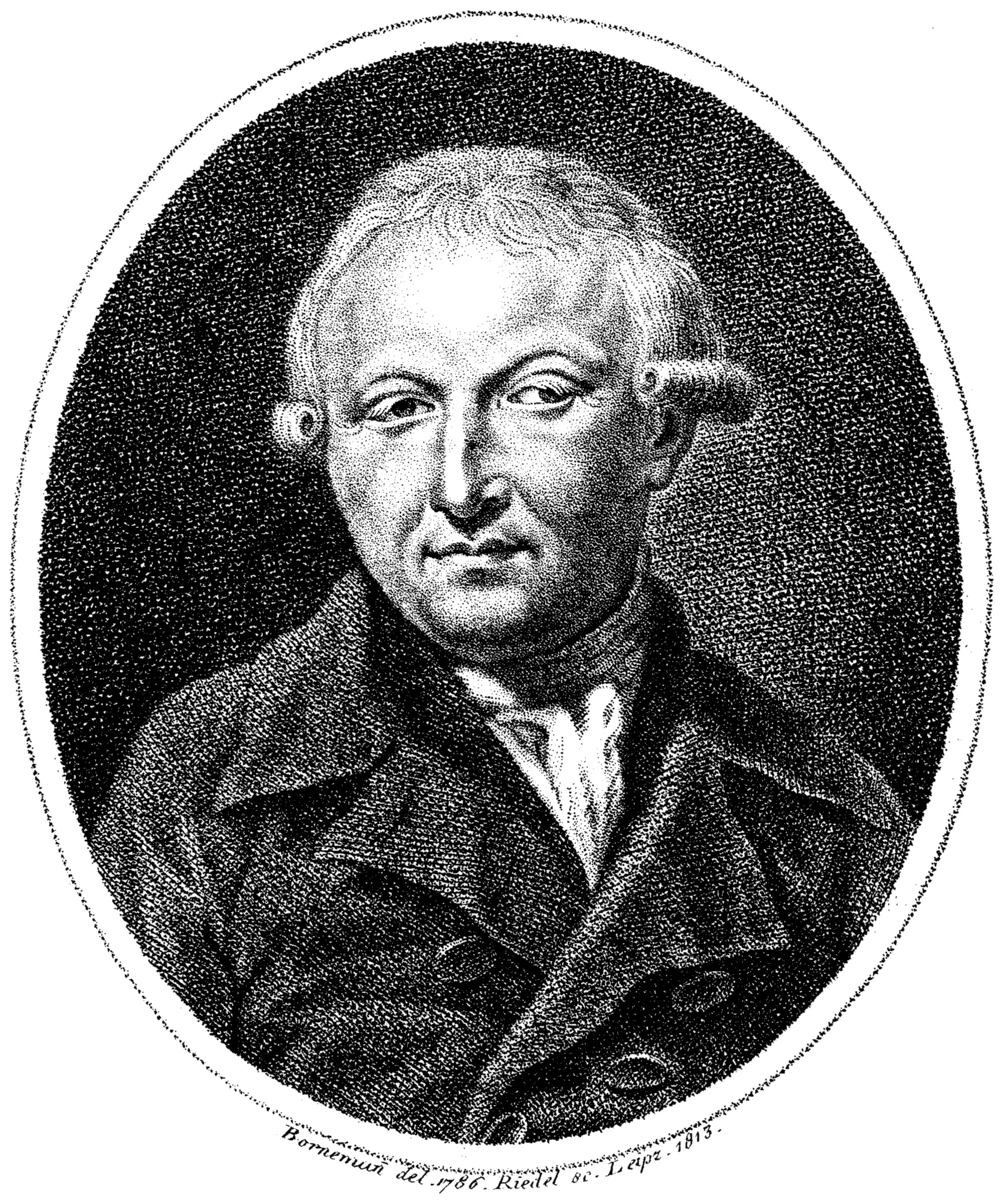
Johann Nikolaus Forkel, vor 1814

Johann Nikolaus Forkel (* 22. Februar 1749 in Meeder bei Coburg; † 20. März 1818 in Göttingen) war ein deutscher Organist und Musikforscher. Er gilt als einer der Begründer der (historischen) Musikwissenschaft und war 1802 der erste Biograph von Johann Sebastian Bach.

## Leben
Forkel war Sohn eines Schusters, der auch Zöllner und Kastenmeister war. Sein Lehrer in Meeder war der Schulmeister und Organist Johann Heinrich Schulthesius, ein Onkel von Johann Paul Schulthesius. Mit 17 Jahren ging er nach Lüneburg, wo er in den Schulchor des Johanneums aufgenommen wurde. Schon 1767 übernahm er in Schwerin mit 18 Jahren die Stelle eines Präfekten am Schweriner Domchor, vervollkommnete sich im Orgelspiel und vertiefte sich in die Schriften Johann Matthesons. 1769 wurde er als stud. jur. an der Universität Göttingen immatrikuliert und 1770 nach überaus wohl ausgefallener Probe seiner Geschicklichkeit Organist an der Universitätskirche. Zum zweijährigen Todesgedenken an Gerlach Adolph von Münchhausen wurde zu einer Erinnerungs-Trauerfeier, die am 26. November 1772 stattfand, eine zur tatsächlichen Trauerfeier am 28. Dezember 1770 von Johann Friedrich Schweinitz komponierte Kantate (Text: Abraham Gotthelf Kästner) von Forkel neu vertont und aufgeführt. Forkel hielt ab 1772 Privatvorlesungen über Musik und wurde 1779 Universitäts-Musikdirektor. Bis 1815 leitete er in dieser Funktion die Winterkonzerte der Universität. 1789 bewarb er sich erfolglos um die Nachfolge Carl Philipp Emanuel Bachs in Hamburg. Forkel blieb bis an sein Lebensende in Göttingen. 1801 unternahm er eine halbjährige Studienreise bis nach Wien. Er nutzte alle größeren Bibliotheken  auf seiner Reiseroute.
Als sein Lebens- und Hauptwerk kann seine unvollendete Allgemeine Geschichte der Musik gelten, „für die er von der Göttinger Universität noch vor dem Erscheinen die Magisterwürde (im Sinne einer Ehrenpromotion) verliehen bekam (1787), die ihn den Professoren gleichrangig an die Seite stellte“. Zugunsten seiner Arbeit an der Allgemeinen Geschichte setzte er nach 1789 die Arbeit nicht fort. Als bibliografisches Nebenprodukt seiner Arbeit an der Musikgeschichte gab Forkel 1792 die 3000 Titel umfassende Allgemeine Litteratur der Musik heraus, die er teilweise kommentierte.
Forkel war ein enthusiastischer Bewunderer Johann Sebastian Bachs und erhob in seinen späteren Lebensjahren dessen Musik immer mehr zur dogmatischen Norm. Er schrieb 1802 die erste Bach-Biografie und erhielt direkte Informationen aus der Korrespondenz mit dessen Söhnen Carl Philipp Emanuel Bach und Wilhelm Friedemann Bach. Diese Schrift, unter dem Titel Ueber Johann Sebastian Bachs Leben, Kunst und Kunstwerke, ist die erste musikhistorische Monografie überhaupt und über Bach insbesondere. Sie enthält nach der einleitenden, sehr persönlich gehaltenen Beschreibung von Bachs Lebensumständen hauptsächlich Betrachtungen über Bachs Klavier- und Orgelspiel, über den Aufbau seiner Fugen und über seine Tätigkeit als Lehrer. Seine geistlichen Vokalwerke erscheinen hingegen nur am Rande, im Werkverzeichnis ist die Matthäuspassion beiläufig als „eine zweychörige Passion“ aufgeführt. Ihre Entstehung verdankt die Monographie den Œuvres complettes de Jean Sébastien Bach, die ab April 1801 publiziert wurden. Durch seine freimütig-kritische Meinungsäußerung wurde Forkel vom Verlag als Berater und Betreuer eingesetzt. Forkel war jedoch auf eigenen Wunsch nur als korrespondierender Revisor und nicht Herausgeber tätig, seine Honoration stellte er in das Ermessen des Verlages. Auf dessen Wunsch nach einem Begleittext für die Hefte schlug Forkel eine separate Publikation vor, deren erste Belegexemplare am 12. November bei Forkel eintrafen.
1781 heiratete er die 16-jährige Tochter Margaretha (Meta) des Göttinger Theologen Professor Rudolph Wedekind. Aus der Ehe ging ein Sohn hervor (Carl Gottlieb Forkel, * 1782). Meta wurde Anfang 1792 von dem damaligen Studenten Johann Heinrich Liebeskind (1768–1847) schwanger. Die Ehe zwischen Forkel und Meta wurde 1793 geschieden. 
Meta und Liebeskind heirateten 1794. „Madame Forkel“, wie sie in Briefen von Romantikern hieß, war als Schriftstellerin und Übersetzerin tätig. Ihr Bruder war der Mediziner Georg von Wedekind.
Ein Jahr nach Forkels Tod erschien 1819 in Göttingen der gedruckte Katalog seiner Bibliothek, verfasst von seinem Sohn Carl Gottlieb Forkel. Das Buch listet 2305 Bände Musikbücher und 1592 Bände Musikalien auf und wurde für die Bachforschung wertvoll, weil es auch verschollene Bach-Werke auflistet. Forkels Bibliothek gehört heute zur Staatsbibliothek zu Berlin und zum Institut für Kirchenmusik der Universität der Künste Berlin.
Forkel hinterließ zahlreiche Kompositionen. Bemerkenswert sind seine Variationen für Klavier über die britische Nationalhymne „God Save the King“. 

## Werke (Auswahl)

### Schriften
- Über die Theorie der Musik. Göttingen, 1777.
- Musikalisch-kritische Bibliothek. 3 Bände, Gotha, 1778/79[5]
- Musikalischer Almanach für Deutschland auf das Jahr …
  - 1782
  - 1783
  - 1784
  - 1789
- Allgemeine Geschichte der Musik. Leipzig 1788 und 1801 – sein zweites bedeutendes Werk, das allerdings nur bis ins Jahr 1550 reicht.
- Allgemeine Litteratur der Musik. oder, Anleitung zur Kenntniss musikalischer Bücher, welche von den ältesten bis auf die neusten Zeiten bey den Griechen, Römern und den meisten neuern europäischen Nationen sind geschrieben worden; systematisch geordnet, und nach Veranlassung mit Anmerkungen und Urtheilen begleitet. 2 Bände. Schwickert, Leipzig 1792.
- Ueber Johann Sebastian Bachs Leben, Kunst und Kunstwerke. Hoffmeister und Kühnel (Bureau de Musique), Leipzig 1802 (Wikisource).

### Kompositionen
- Kantate zum zweijährigen Totengedenken an Gerlach Adolph von Münchhausen (1772 aufgeführt als Zweitvertonung; Erstvertonung durch Johann Friedrich Schweinitz, Text: Abraham Gotthelf Kästner)
- Herrn Gleims neue Lieder, mit Melodien fürs Clavier (Göttingen, 1773)
- Sechs Claviersonaten (Göttingen, 1778)
- Sechs Claviersonaten, nebst einer Violin- und Violoncellstimme, zur willkührlichen Begleitung der zwoten und vierten Sonate […] Zwote Sammlung (Leipzig, 1779)
- Vier und zwanzig Veränderungen fürs Clavichord oder Fortepiano auf das englische Volkslied: God save the King (Göttingen, 1791)
- Op. 6: Three Sonatas for the Piano Forte with an Accompaniment for a Violin & Violoncello (London)

## Sonstiges
„Nachricht.
Den Freunden der Musik, insbesondere aber den Liebhabern des Claviers biete ich hiermit eine Sammlung von 6 Claviersonaten auf Subscription oder Pränumeration an. Die Einrichtung dieser Sonaten ist so, daß sowohl der mäßige als geübte Spieler Gebrauch davon wird machen können, und ich habe überhaupt in den meisten Stücken der Sammlung deutlich, faßlich und leicht zu seyn gesucht, ohne jedoch jenes eigene, dem wahren Character des Clavichords angemessene Brilliante zu verabsäumen. Der Clavierfreund also, der nicht im Stande ist, viele Zeit auf Uebung zu verwenden, hat hier nicht nötig, sich sein musikalisches Vergnügen erst durch Uebersteigung großer Schwierigkeiten zu erkaufen; sondern wird überall finden, daß auch die dem Anscheine nach schweren Stücke bequem sind, und sehr leicht und gut in die Hände fallen.
Ich ersuche daher hierdurch alle Freunde der Musik gehorsamst, meine Absicht ihres Orts gütigst zu unterstützen, zu empfehlen und bekannt zu machen. Der Pränumerations- oder Subscriptionspreiß ist fürs Exemplar 1 Reichsthaler, den Louisd'or zu 5 Rthlr. gerechnet. Wer 10 Exemplare nimmt, bekommt das zehnte frey, oder auch sonst verhältnismäßige Procente. Auch erbiete ich mich sehr gerne, zur Vergütung aller bey solchen Bemühungen vorfallenden Auslagen.
Der Pränumerationstermin dauert bis zur Mitte des Octobers, oder bis zur künftigen Leipziger Michaelismesse, gegen welche Zeit auch der Druck des Werks geendigt seyn wird, und die Exemplare sogleich an die Interessenten abgeliefert werden können. Nach dem Pränumerationstermin wird das Exemplar 1 Rthlr. 8 Ggr. kosten.
Da die Namen der Interessenten dem Werke vorgedrukt werden sollen, so muß ich die Beförderer meiner Absicht noch ersuchen, die Pränumerationen oder Subscriptionen noch vor dem gänzlichen Ablauf des bestimmten Termins, und spätestens zu Ende des Septembers gütigst an mich einzusenden; damit das Verzeichniß der Pränumeranten noch bey guter Zeit geordnet und gedruckt werden kann.
Göttingen, den 28 Julii, 1778. – Johann Nikolaus Forkel.“

## Belege
1. ↑  Ingrid Schellhorn: Fechheim 1162–2012. Chronik der Gemeinde und Pfarrei Fechheim im Landkreis Coburg. S. 312.
2. ↑  Augsburgische Ordinari Postzeitung, Nro. 3. Montag, den 4. Jan. Anno 1773, S. 4, als Digitalisat, abgerufen am 14. Mai 2023.
3. ↑  Hans-Joachim Hinrichsen: Johann Nikolaus Forkel und die Anfänge der Bachforschung. In: Michael Heinemann, Hans-Joachim Hinrichsen (Hrsg.): Bach und die Nachwelt. Band 1. Laaber-Verlag, Laaber 1997, S. 193.
4. ↑  Beispiel: „Joh. Seb. Bach war nun 32 Jahre alt geworden, hatte seine Zeit bis zu dieser Periode so genutzt, so viel studirt, gespielt und componirt, und durch diesen anhaltenden Fleiß und Eifer eine solche Gewalt über die ganze Kunst erhalten, daß er nun wie ein Riese da stand, und alles um sich her in den Staub treten konnte.“ S. 7 im Deutschen Textarchiv
5. ↑  Auszüge bei koelnklavier.de
6. ↑  Lippisches Intelligenzblatt, Nr. 36, 5. September 1778, Sp. 565 - 567, abgerufen am 24. April 2021.

| Personendaten    | Personendaten                          |
| ---------------- | -------------------------------------- |
| NAME             | Forkel, Johann Nikolaus                |
| KURZBESCHREIBUNG | deutscher Organist und Musikhistoriker |
| GEBURTSDATUM     | 22. Februar 1749                       |
| GEBURTSORT       | Meeder bei Coburg                      |
| STERBEDATUM      | 20. März 1818                          |
| STERBEORT        | Göttingen                              |